# BP Zoom
BP Zoom est un groupe de rock français, originaire d'Armentières, dans le Nord. Le groupe compte deux albums, La Clef, sorti en 2006 au label AZ et Tout casse sorti en 2009.
Ne pas confondre avec le duo de clowns français composé de Mister P. (alias Philippe Martz) et Mister B. (alias Bernie Collins), formé en 1992,.

## Biographie
Le groupe est formé en 2002 près d'Armentières, dans le Nord. Pendant l'année 2002, Lionel et Ludovic sont au lycée tandis que Jules et Raphaël sont au collège. Raphaël et Lionel sont frères, ce sont eux qui ont permis la rencontre des quatre garçons. Jules est le petit-fils de Raoul de Godewarsvelde et le fils de Arnaud Delbarre directeur de l'Olympia à Paris et ancien bassiste des Stocks. C'est en découvrant d'anciens disques des Stocks et en allant les voir en concert lors de leur reformation que Jules se lance dans la musique.
Le nom BP Zoom est rapidement trouvé car BP Zoom fait référence à la vieille mobylette qui traînait dans le fond du local de répétition[réf. nécessaire]. Quelque temps après, BP Zoom assure la première partie de Kyo et Sum 41, le 8 juillet 2005 devant environ 8 000 personnes[réf. nécessaire]. Par la suite, ils enregistrent un EP cinq titres, duquel sera extrait le single Un peu trop. En 2006, ils décrochent un contrat avec AZ, qui leur fait enregistrer un premier album, intitulé La Clef. Ils partent deux ans en tournée et effectuent 150 concerts.
L'année 2007 est marqué par leur première partie de Trust, de Superbus, Stranglers et Tokio Hotel. Puis un passage aux Francofolies de La Rochelle et un passage à la soirée très privée RTL2 avec Keane à l'Olympia. À la fin de leur tournée, ils repartent en studio en 2008 et enregistrent un nouvel album Tout casse, duquel est extrait le single Étoile d'argent qui atteindra la 79e place du Top Singles France. Depuis, silence radio de la part du groupe.

## Membres
- Lionel — chant, guitare
- Ludovic — guitare rythmique
- Jules — basse
- Raphaël — batterie

## Discographie

### Singles
- 2005 : Un peu trop
- 2006 : Si la nuit tombe
- 2006 : Mal à 15 ans
- 2007 : Appel aux plasticines
- 2008 : L’Étoile d'argent (décembre)
- 2009 : Le Destin de Kate (La Piste noire)
- 2009 : Toute seule (avec Chloé Clerc)